# David Howard
Pour les articles homonymes, voir Howard.

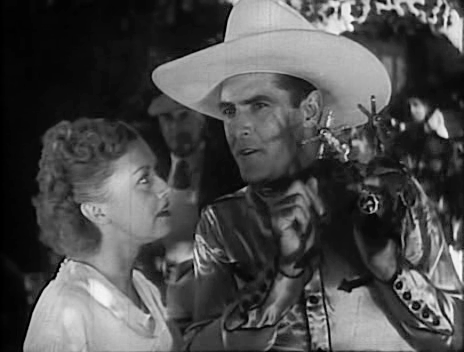
Evalyn Knapp et Ken Maynard, dans In Old Santa Fe (1934)

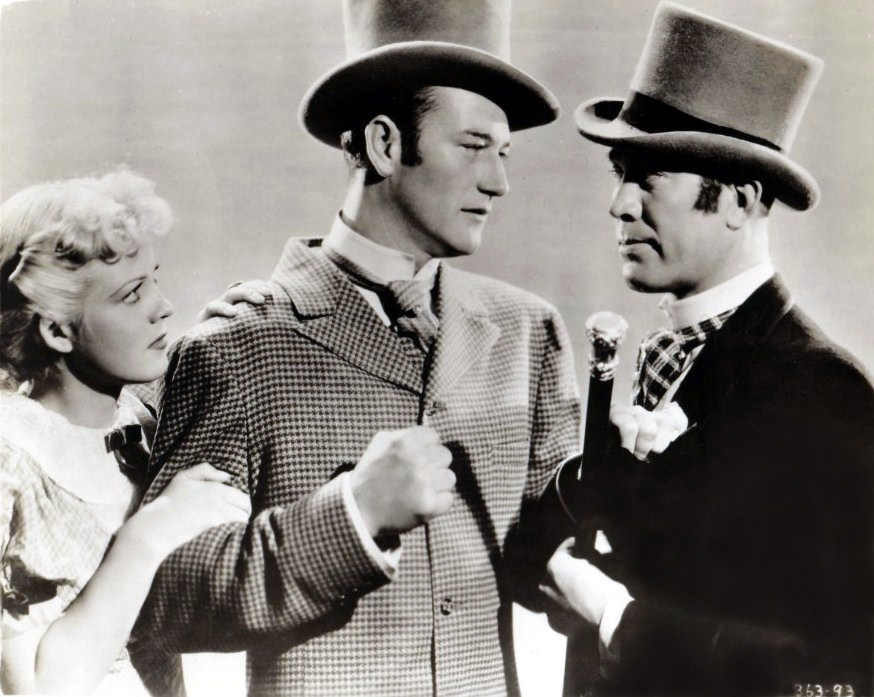
De g. à d. : Jean Rogers, John Wayne et Ward Bond, dans Conflit (1936, photo promotionnelle)

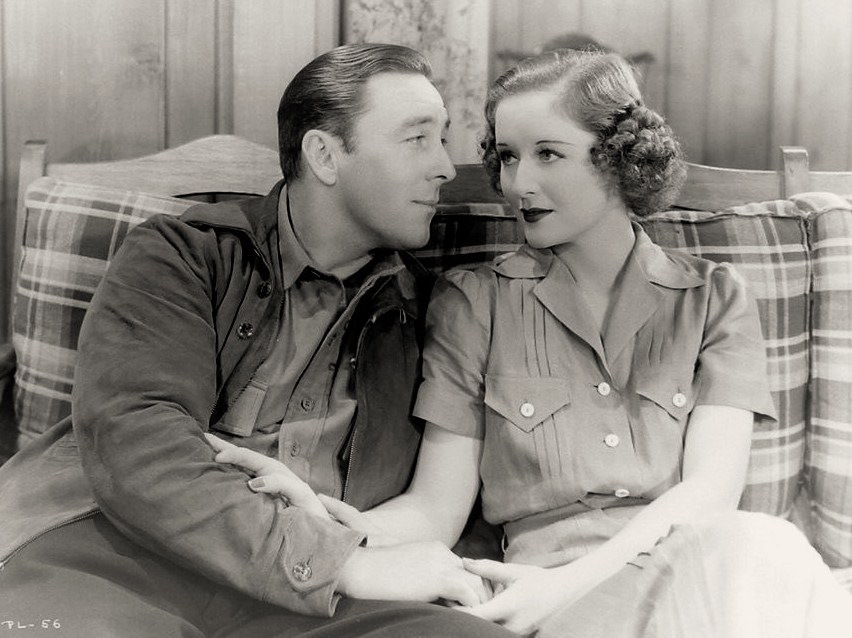
George O'Brien et Beatrice Roberts, dans Park Avenue Logger (1937)

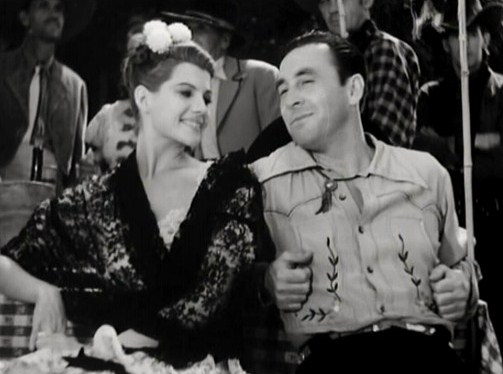
Rita Hayworth et George O'Brien, dans The Renegade Ranger (1938)

David Paget Davis III, connu sous le pseudonyme David Howard (Philadelphie, en Pennsylvanie, 6 octobre 1896 – Los Angeles, en Californie, 21 décembre 1941 ), est un réalisateur, producteur et scénariste américain.

## Biographie
David Howard débute comme assistant-réalisateur de King Vidor, sur cinq de ses films muets (dont La Grande Parade), sortis en 1924 et 1925. Lui-même devient réalisateur d'abord sur les versions en espagnol de huit films américains produits par la Fox Film Corporation, sortis en 1930 et 1931 (dont une version alternative de La Piste des géants — The Big Trail — de Raoul Walsh).
Jusqu'en 1941, année où il meurt prématurèment d'une crise cardiaque, il réalise trente-sept autres films (de série B), dont deux serials — pour lesquels il contribue également au scénario — et de nombreux westerns. Vingt-six d'entre eux ont pour vedette George O'Brien, tels Daniel Boone (1936, avec Heather Angel) et The Renegade Ranger (1938, avec Rita Hayworth).
Parmi les autres acteurs qu'il dirige, mentionnons Maureen O'Sullivan (Robbers' Roost en 1932, avec George O'Brien), Ken Maynard (In Old Santa Fe en 1934), John Wayne (le film de boxe Conflit en 1936), Ward Bond (quatre films, dont Conflit), Tim Holt (quatre films, dont The Renegade Ranger déjà cité), ou encore Laraine Day (trois films, dont Police frontière en 1939, avec George O'Brien).
Enfin, expérience unique, David Howard est producteur associé du film d'aventures Windjammer (en) (1937) d'Ewing Scott, toujours avec George O'Brien.

## Filmographie complète

### Comme assistant-réalisateur
(films réalisés par King Vidor)
- 1924 : Wine of Youth
- 1924 : Son heure (His Hour)
- 1924 : La Femme de Don Juan (The Wife and the Centaur)
- 1925 : Fraternité (Proud Flesh)
- 1925 : La Grande Parade (The Big Parade)

### Comme réalisateur
(+ scénariste, le cas échéant)
- 1930 : Del mismo barro
- 1930 : El último de los Vargas
- 1930 : Cuando el amor ríe, coréalisé par Manuel París et William J. Sculy
- 1931 : La gran jornada, coréalisé par Sam Schneider et Raoul Walsh[1]
- 1931 : Cuerpo y alma[2]
- 1931 : Esclavas de la moda, coréalisé par Francisco Moré de la Torre[3]
- 1931 : ¿Conoces a tu mujer?[4]
- 1931 : Eran trece[5]
- 1932 : The Rainbow Trail
- 1932 : Mystery Ranch
- 1932 : The Golden West
- 1932 : Robbers' Roost, coréalisé par Louis King
- 1933 : Smoke Lightning
- 1933 : The Mystery Squadron, coréalisé par Colbert Clark[6] (+ scénariste)
- 1934 : Crimson Romance
- 1934 : The Marines are coming
- 1934 : In Old Santa Fe
- 1934 : Perdus dans la jungle (en) (The Lost Jungle), coréalisé par Armand Schaefer[7] (+ scénariste)
- 1935 : Whispering Smith Speaks
- 1935 : Hard Rock Harrigan (en)
- 1935 : Thunder Mountain
- 1936 : Un de la police montée (O'Malley of the Mounted)
- 1936 : The Border Patrolman
- 1936 : The Man with the Iron Door
- 1936 : Conflit (Conflict)
- 1936 : Daniel Boone
- 1937 : Park Avenue Logger
- 1938 : Gun Law
- 1938 : Hollywood Stadium Mystery (en)
- 1938 : The Renegade Ranger
- 1938 : Border G-Man (en) de David Howard
- 1938 : Painted Desert
- 1938 : La Vallée sans loi (Lawless Valley)
- 1939 : Police frontière (Arizona Legion)
- 1939 : The Fighting Gringo
- 1939 : The Rookie Cop
- 1939 : Trouble in Sundown (en)
- 1939 : Timber Stampede
- 1939 : The Marshal of Mesa City
- 1940 : Legion of the Lawless
- 1940 : Bullet Code (en)
- 1940 : Prairie Law
- 1940 : Triple Justice (en) de David Howard
- 1941 : Idylle en Argentine (They Met in Argentina) de Leslie Goodwins et Jack Hively[8]
- 1941 : Six-Gun Gold (en)
- 1941 : Dude Cowboy (en)

### Comme producteur
- 1937 : Windjammer (en) d'Ewing Scott (producteur associé)